# Iodopepla ualbum
Iodopepla ualbum là một loài bướm đêm trong họ Noctuidae.